# Straß im Attergau
Straß im Attergau ist eine Gemeinde in Oberösterreich im Bezirk Vöcklabruck im Hausruckviertel mit 1542 Einwohnern (Stand 1. Jänner 2025). Die Gemeinde liegt im Gerichtsbezirk Vöcklabruck, westlich des Attersees im sogenannten Attergau.

## Geografie
Straß im Attergau liegt auf 570 Meter Höhe im Hausruckviertel im Tal der Dürren Ager. Nach Südosten und nach Norden steigt das Gelände bewaldet auf über 800 Meter an. Die Ausdehnung beträgt von Nord nach Süd 9,4 km, von West nach Ost 5,8 km. Von der Gesamtfläche von dreißig Quadratkilometer sind sechzig Prozent bewaldet, mehr als ein Drittel wird landwirtschaftlich genutzt.

### Gemeindegliederung
Das Gemeindegebiet umfasst folgende Ortschaften (in Klammern Einwohnerzahl Stand 1. Jänner 2025):
- Dachsenberg (90)
- Erlat (105)
- Fronbühel (146)
- Halt (67)
- Innerlohen (44)
- Kronberg (114)
- Leming (20)
- Lichtenberg (20)
- Mitterleiten (74)
- Oberleiten (40)
- Pabing (37)
- Powang (74)
- Sagerer (119)
- Seeblick (38)
- Stöttham (110)
- Straß im Attergau (153)
- Wald (51)
- Wildenhag (240)

### Nachbargemeinden
| Weißenkirchen im Attergau | St. Georgen im Attergau                     | Berg im Attergau     |
| Zell am Moos              | Kompassrose, die auf Nachbargemeinden zeigt | Attersee am Attersee |
| Tiefgraben                | Oberwang                                    | Nußdorf am Attersee  |

## Geschichte
Straß war bereits zur Zeit der Römer besiedelt. Die Siedlung befand sich im Ortsteil Powang. Der Name Straß deutet auf eine alte Straße hin. Sie Straße von Timelkam über St. Georgen und Mondsee nach Salzburg führt durch das Gemeindegebiet und geht wahrscheinlich auf eine Römerstraße zurück.
Die erste urkundliche Erwähnung findet man in einem Urbar der Herrschaft Friedburg in Bamberg aus dem Jahr 1363. Der Ortsteil Powang findet sich bereits in einer Urkunde des Jahres 792. Darin wird beschrieben, dass die zwei Höfe Wolfker und Dietnant in Ponninwanch der Maximilianszelle in Bischofshofen geschenkt wurden. Wildenhag wird 1395 erwähnt, als Herzog Albrecht III. einen Ullrich Utzinger damit belehnt.
Die Besiedlung des Gemeindegebietes erfolgt in drei Wellen. Die ältesten Dörfer Stettham und Powang, eventuell auch Pabing entstanden von den Bajuwaren in der Zeit 600 bis 800 nach Christus. Die zweite Besiedlung erfolgte von 1100 bis 1300. In dieser Zeit wurden Rodungen auf dem Kronberg, auf dem Wimberg und im Sagerertale durchgeführt. Die jüngste Besiedlung begann im 18. Jahrhundert und setzt sich bis in die Gegenwart fort. Dabei geht es nicht um Urbarmachung und den Aufbau der Landwirtschaft, sondern um Aufteilung von Land, das Zurückdrängen der Landwirtschaft und die Entstehung neuer Beschäftigungsformen.
Seit dem Jahr 1848 und dem kaiserlichen Patent von 1861 ist Straß eine selbständige Gemeinde.

## Kultur und Sehenswürdigkeiten

### Aussichtsturm Attergau
Unweit des Attersees erhebt sich auf dem Gemeindegebiet von Straß im Attergau der Lichtenberg als höchster Punkt. Hier, im Ortsteil Lichtenberg, wurde 2003 der Aussichtsturm Attergau errichtet. Der quadratische Turm hat acht Plattformen, deren oberste in 32 m Höhe liegt und über 208 Stufen zu erreichen ist. Die Konstruktion des Turmes ist aus Holz, an den Außenflächen mit Stahlseilen verspannt und mit verzinkten Gittern gesichert. Das Panorama gegen Westen und Süden ist alpin, gegen Norden und Osten sanftes Hügelland. Die Brüstung der obersten Plattform ist an jeder Seite mit einem einige Meter langen Panoramafoto belegt, auf denen alle Gipfel mit Seehöhe sowie Orts- und Seenamen deutlich lesbar sind. Die Aussicht gehört zu den beeindruckendsten der Voralpen. Der Blick reicht bis zum Höllengebirge, dem Schafberg, dem Dachstein und dem Traunstein. Es wird für die Besichtigung keine Gebühr erhoben, trotzdem muss man durch ein Drehkreuz, damit die maximale Besucherzahl von 120 Personen nicht überschritten wird. Auf dem Lichtenberg wurden auch zwei Sendemasten errichtet, die den Aussichtsturm flankieren.

### Auferstehungskapelle Straß

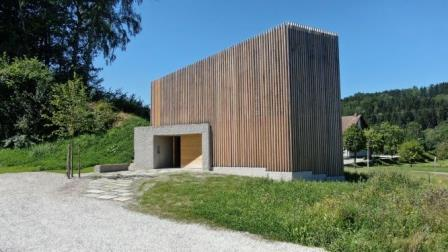
Der moderne Holzbau der Auferstehungskapelle liegt direkt im Ortszentrum von Straß im Attergau.

Im Ortszentrum von Straß in Attergau ist in den vergangenen Jahren ein besonderer Holzbau entstanden. An der Abschlusskante einer alten Schottergrube entlang steht nun die Auferstehungskapelle. Der Entwurf stammt vom Pongauer Architekt Tom Lechner (LP architektur). Errichtet wurde das moderne Gebäude von 6 Familien, die für diesen Zweck einen Verein gegründet haben. Das Betonfundament sitzt auf den Ausläufern eines Hügles, das Gebäude fügt sich perfekt in die Umgebung ein. Straßenseitig wächst die Wiese fast bis zu den Mauern. Im Eingangsbereich öffnet sich ein aufgerissener Konglomeratfelsen und stellt sich schützend gegen die Wetterseite. Die Fassade besteht aus unbehandeltem Tannenholz. Der geduckte Eingangsbereich führt in den hohen, mit Fichtenholz ausgekleideten Innenraum. Er schließt Ablenkungen von draußen aus. Der Altar befindet sich in der Mitte der Längsseite. Die Fenster lenken den Blick nach oben. Dort bricht sich das Licht wie in einem Kristall. Alleiniger Schmuck ist ein Kreuz und die Figur eines Schmerzensmannes, des „Kreuzer Herrgott“.
Die Kapelle ist ein Ausbruch aus dem Dunklen, Erdverhafteten in hoffnungsvolle Durchkreuzungen, denen ein Menschenleben ausgesetzt ist.

### Kronbergkapelle

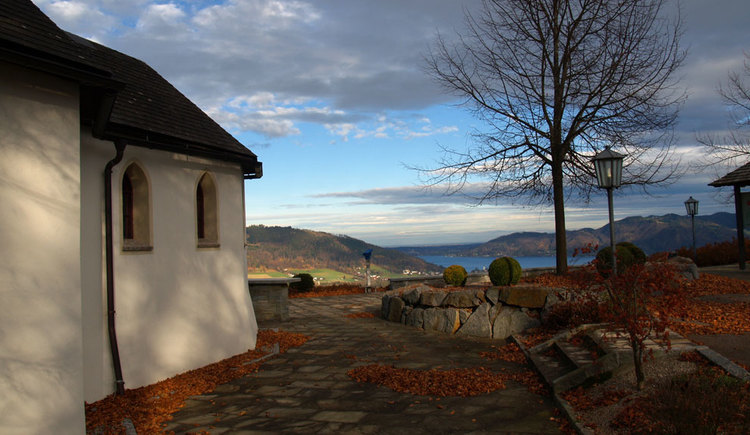
Die Kapelle am Kronberg in Strass im Attergau bietet einen Blick über das gesamte Attergau.

Ebenfalls eine sehenswerte Kapelle in Strass im Attergau ist die Kapelle am Kronberg. Hierbei hat man einen perfekten Ausblick über den gesamten Attergau und den Attersee. Die Kapelle auf dem Kronberg (Maria zur Immerwährenden Hilfe) stammt aus dem Jahre 1872. Der Turm wurde 1885 erbaut. Zuvor stand in der Nähe eine kleine Holzkapelle, die in den 60er Jahren des vorigen Jhds. abbrannte. Sie war von 3 Bauern des Kronberges errichtet worden, weil der Kronberg in den Jahren 1809/10 von den durchziehenden bayrischen und französischen Truppen verschont blieb.
Es darf diese Kapelle für Hochzeiten gebucht werden. Auch kirchlich taufen & geheiratet werden kann auf dem Kronberg.

## Freizeit
- Schilift Kronberg:

Das familienfreundliche Skigebiet der Gemeinde Straß liegt am Kronberg und ist nur 3 km von der Autobahnabfahrt St. Georgen im Attergau entfernt. Das kleine Schigebiet ist sehr familienfreundlich und gibt zusätzlich einen Blick über den winterlichen Attersee. Für Einheimische aber auch für Winterurlauber die gerne ein kleineres und ruhigeres Schierlebnis bevorzugen ist dies die ideale Sportstätte. Das Skigebiet bietet sich zudem ideal für Anfänger an. Aber auch Trainingspisten für Vereine oder Gruppen stehen zur Verfügung.
- Goldwaschen im Attergau:

Herbei handelt es sich um einen Wanderweg. Reich an verborgenen Schätzen ist der sogenannte „Glücksweg“ in der Ortschaft Wildenhag. Alle abenteuerlustigen Kinder können sich, von Mai bis Oktober, auf die Suche nach Goldstücken und Diamanten begeben. Als Belohnung kann man seine Kräfte mit einem Eis am Stiel wieder auftanken. Am Glücksweg in Wildenhag, mit Niederseilgarten, können sich Kinder auf die „Goldsuche“ begeben. Ein gefundenes „Goldstück“ kann dann gegen ein Eis am Stiel eingetauscht werden.
Der Start dieser kurzen Wanderung ist beim Landhotel Waldmühle. Von hier aus geht’s hinauf, an Pferde- und Hühnerstall vorbei, in den dahinterliegenden Wald. Hier beginnt nun die Suche für kleine Abenteurer. Um die Goldstücke und Diamanten zu finden, braucht jeder Goldsucher ein Sieb, da sich der Schatz am Ufer und im klaren, fließendem Gewässer des winzigen Baches am Glücksweg befindet. Mit dem Sieb waschen die kleinen Schatzsucher die Diamanten und Goldstücke aus dem Wasser und befreien es von Gestein.
- Brauerei Attersee „A Bier“:

Die Brauerei „A-Bier“, was soviel bedeutet wie die Abkürzung von „Attersee-Bier“ befindet sich ebenfalls im Ortszentrum Strass im Attergau. Gebraut und verarbeitet werden ausschließlich einheimische Rohstoffe aus dem Land Oberösterreich.

## Wirtschaft und Infrastruktur

### Wirtschaftssektoren
Im Jahr 2010 gab es 70 landwirtschaftliche Betriebe in Straß. Davon waren 36 Haupterwerbsbauern. Diese bewirtschafteten mehr als siebzig Prozent der Flächen. Im Produktionssektor arbeiteten 68 Erwerbstätige in 14 Betrieben des Bereiches Warenherstellung. Die größten Arbeitgeber des Dienstleistungssektors waren die Bereiche soziale und öffentliche Dienste, Handel und Verkehr.
| Wirtschaftssektor            | Anzahl Betriebe | Anzahl Betriebe | Erwerbstätige | Erwerbstätige |
| Wirtschaftssektor            | 2011            | 2001            | 2011          | 2001          |
| ---------------------------- | --------------- | --------------- | ------------- | ------------- |
| Land- und Forstwirtschaft 1) | 70              | 87              | 63            | 66            |
| Produktion                   | 20              | 14              | 78            | 116           |
| Dienstleistung               | 70              | 38              | 148           | 121           |

1) Betriebe mit Fläche in den Jahren 2010 und 1999
| Im Jahr 2011 lebten 768 Erwerbstätige in Straß im Attergau. Davon arbeiteten 161 in der Gemeinde, fast achtzig Prozent pendelten aus. Während des Ersten Weltkriegs diente die Waldbahn Thalham dem Holztransport aus dem Attergauer Klauswald zur Gruber-Mühle oder Mondseer Straße. | Die zur Anzeige dieser Grafik verwendete Erweiterung wurde dauerhaft deaktiviert. Wir arbeiten aktuell daran, diese und weitere betroffene Grafiken auf ein neues Format umzustellen. (Mehr dazu) |

## Politik

### Gemeinderat
In den Gemeinderat werden 19 Mandatare gewählt:
| Partei | 2015    | 2015    | 2009  | 2009    | 2003  | 2003    | 1997  | 1997    |
| Partei | Prozent | Mandate | %     | Mandate | %     | Mandate | %     | Mandate |
| ------ | ------- | ------- | ----- | ------- | ----- | ------- | ----- | ------- |
| ÖVP    | 54,93   | 11      | 64,50 | 13      | 64,99 | 13      | 57,30 | 11      |
| SPÖ    | 8,94    | 1       | 11,65 | 2       | 17,94 | 3       | 13,75 | 2       |
| FPÖ    | 36,12   | 7       | 23,85 | 4       | 17,08 | 3       | 28,95 | 6       |

### Bürgermeister
- 1998–2021 Markus Bradler (ÖVP)
- seit 31. März 2021 Thomas Mayrhofer (ÖVP)[18]

### Wappen
Blasonierung: „Von Rot und Blau durch einen silbernen, schräglinks steigenden Wellenkeil erniedrigt geteilt; oben eine goldene Frauenschuhblüte mit goldenem Stiel und einem goldenen Blatt.“
Die Gemeindefarben sind Grün-Gelb.
Der silberne Wellenkeil im 1985 verliehenen Wappen symbolisiert eine Straße und damit den Ortsnamen. Er steht gleichzeitig für die das Gemeindegebiet durchquerende Westautobahn A 1. Der gefährdete und streng geschützte Gelbe Frauenschuh ist in den schattigen Laub- und Mischwäldern um Straß heimisch.

## Persönlichkeiten

### Söhne und Töchter der Gemeinde
- Franz Rosenkranz (1886–1945), österreichischer Offizier, NS-Opfer
- Hans Hofinger (* 1950),  österreichischer Jurist, Volkswirt[20]

### Mit der Gemeinde verbundene Persönlichkeiten
Alfred Lohninger (*1967) 3 D Europameister im Bogensport
- Tobias Bayer (* 1999), österreichischer Radrennfahrer[21]
- Hermann Haberl (*1961) 2 maliger Bogensport Weltmeister und Inhaber von mehreren Ö-Rekorden
- Hubert Gantioler (* 1963), österreichischer Extremsportler und Fitnesstrainer[22]
- Andreas Ploier (* 1997), österreichischer Skirennläufer
- Wolfgang Schuster, Wiener Philharmoniker und Musikmanager